# Alexander Gordon, II duca di Gordon
Alexander Gordon, II duca di Gordon (1678 – 28 novembre 1728), è stato un nobile scozzese.

## Biografia
Era il primogenito e unico figlio maschio di George Gordon, I duca di Gordon e di sua moglie Lady Elizabeth Howard.
Succedette al ducato nel 1718. Ha combattuto con i giacobiti alla battaglia di Sheriffmuir, con 300 cavalieri e 2.000 soldati di fanteria. Il 12 febbraio 1716, si arrese a Gordon Castle, a John Gordon, XVI conte di Sutherland. Venne fatto prigioniero a Edimburgo, ma ottenne la grazia.

## Matrimonio
Il 13 febbraio 1707 sposò Lady Henrietta Mordaunt, figlia del generale Charles Mordaunt, III conte di Peterborough e di sua moglie Carey Fraser. Ebbero sei figli:
- Lady Elizabeth Gordon, sposò il reverendo John Skelly, non ebbero figli;
- Lady Catherine Gordon (?-1786), sposò Frances Charteris, VII conte di Wemyss, ebbero due figli;
- Lady Anne Gordon (1713-1791), sposò, il 9 dicembre 1729, William Gordon, II conte di Aberdeen, ebbero sei figli;
- Cosmo George Gordon, III duca di Gordon (1720-1752), sposò, il 3 settembre 1741, Lady Catherine Gordon, ebbero sei figli;
- Lord Lewis Gordon (1725-?);
- Lord Adam Gordon (1726-1801).

## Ascendenza
|                                      |                                                           |                                                          | Genitori                                 |  |  | Nonni |  |  | Bisnonni                             |  |  | Trisnonni                           |  |
|                                      |                                                           |                                                          |                                          |  |  |       |  |  | George Gordon, II marchese di Huntly |  |  | George Gordon, I marchese di Huntly |  |
|                                      |                                                           |                                                          |                                          |  |  |       |  |  | George Gordon, II marchese di Huntly |  |  | George Gordon, I marchese di Huntly |  |
|                                      |                                                           | Henrietta Stewart                                        |                                          |  |  |       |  |  | George Gordon, II marchese di Huntly |  |  |                                     |  |
| Lewis Gordon, III marchese di Huntly |                                                           |                                                          |                                          |  |  |       |  |  | George Gordon, II marchese di Huntly |  |  |                                     |  |
|                                      |                                                           | Anne Campbell                                            | Archibald Campbell, VII conte di Argyll  |  |  |       |  |  |                                      |  |  |                                     |  |
|                                      |                                                           | Anne Campbell                                            | Archibald Campbell, VII conte di Argyll  |  |  |       |  |  |                                      |  |  |                                     |  |
|                                      |                                                           | Anne Campbell                                            | Agnes Douglas                            |  |  |       |  |  |                                      |  |  |                                     |  |
| George Gordon, I duca di Gordon      |                                                           | Anne Campbell                                            |                                          |  |  |       |  |  |                                      |  |  |                                     |  |
|                                      |                                                           | John Grant                                               | John Grant                               |  |  |       |  |  |                                      |  |  |                                     |  |
|                                      |                                                           | John Grant                                               | John Grant                               |  |  |       |  |  |                                      |  |  |                                     |  |
|                                      |                                                           | John Grant                                               | Lilias Murray                            |  |  |       |  |  |                                      |  |  |                                     |  |
| Mary Grant                           |                                                           | John Grant                                               |                                          |  |  |       |  |  |                                      |  |  |                                     |  |
|                                      |                                                           | Mary Ogilvy                                              | Walter Ogilvy, I lord Ogilvy di Deskford |  |  |       |  |  |                                      |  |  |                                     |  |
|                                      |                                                           | Mary Ogilvy                                              | Walter Ogilvy, I lord Ogilvy di Deskford |  |  |       |  |  |                                      |  |  |                                     |  |
|                                      |                                                           | Mary Ogilvy                                              | Mary Douglas                             |  |  |       |  |  |                                      |  |  |                                     |  |
| Alexander Gordon, II duca di Gordon  |                                                           | Mary Ogilvy                                              |                                          |  |  |       |  |  |                                      |  |  |                                     |  |
|                                      | Henry Howard, XXII conte di Arundel e II conte di Norfolk | Thomas Howard, XXI conte di Arundel e I conte di Norfolk |                                          |  |  |       |  |  |                                      |  |  |                                     |  |
|                                      | Henry Howard, XXII conte di Arundel e II conte di Norfolk | Thomas Howard, XXI conte di Arundel e I conte di Norfolk |                                          |  |  |       |  |  |                                      |  |  |                                     |  |
|                                      | Henry Howard, XXII conte di Arundel e II conte di Norfolk | Alethea Talbot                                           |                                          |  |  |       |  |  |                                      |  |  |                                     |  |
| Henry Howard, VI duca di Norfolk     | Henry Howard, XXII conte di Arundel e II conte di Norfolk |                                                          |                                          |  |  |       |  |  |                                      |  |  |                                     |  |
|                                      |                                                           | Elizabeth Stewart                                        | Esmé Stewart, III duca di Lennox         |  |  |       |  |  |                                      |  |  |                                     |  |
|                                      |                                                           | Elizabeth Stewart                                        | Esmé Stewart, III duca di Lennox         |  |  |       |  |  |                                      |  |  |                                     |  |
|                                      |                                                           | Elizabeth Stewart                                        | Catherine Clifton, II baronessa Clifton  |  |  |       |  |  |                                      |  |  |                                     |  |
| Elizabeth Howard                     |                                                           | Elizabeth Stewart                                        |                                          |  |  |       |  |  |                                      |  |  |                                     |  |
|                                      |                                                           | Edward Somerset, II marchese di Worcester                | Henry Somerset, I marchese di Worcester  |  |  |       |  |  |                                      |  |  |                                     |  |
|                                      |                                                           | Edward Somerset, II marchese di Worcester                | Henry Somerset, I marchese di Worcester  |  |  |       |  |  |                                      |  |  |                                     |  |
|                                      |                                                           | Edward Somerset, II marchese di Worcester                | Anne Russell                             |  |  |       |  |  |                                      |  |  |                                     |  |
| Anne Somerset                        |                                                           | Edward Somerset, II marchese di Worcester                |                                          |  |  |       |  |  |                                      |  |  |                                     |  |
|                                      |                                                           | Elizabeth Dormer                                         | William Dormer, II barone Dormer         |  |  |       |  |  |                                      |  |  |                                     |  |
|                                      |                                                           | Elizabeth Dormer                                         | William Dormer, II barone Dormer         |  |  |       |  |  |                                      |  |  |                                     |  |
|                                      |                                                           | Elizabeth Dormer                                         | Alice Molyneux                           |  |  |       |  |  |                                      |  |  |                                     |  |
|                                      |                                                           | Elizabeth Dormer                                         |                                          |  |  |       |  |  |                                      |  |  |                                     |  |